# マージナルマン理論

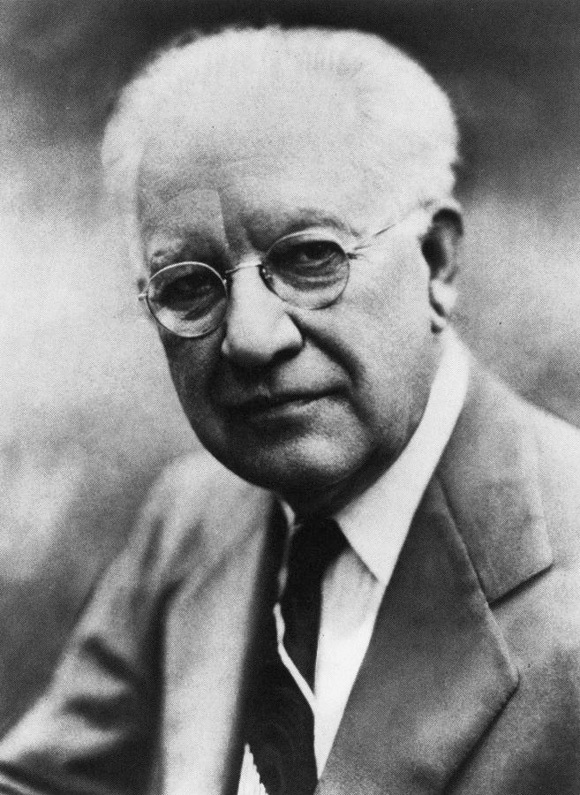
ロバート・エズラ・パーク

マージナルマン理論（マージナルマンりろん、英: Marginal man theory）、またはマージナルマン（英: Marginal man）は、社会学者ロバート・エズラ・パーク（1864年生 – 1944年没）とエヴェレット・ストーンクイスト（1901年生–1979年没）によって提唱された社会学の概念である。2つの文化的現実の狭間におかれた個人が、如何にして自己のアイデンティティを確立しようとするかを説明するものである。

## 理論の背景
パークは1928年の論文「Human Migration and the Marginal Man」において、マージナルマンとは「運命によって、二つの社会――それも単に異なるだけでなく、対立する文化――のあいだで生きることを強いられた存在である。彼の心は、そうした異質で反発し合う二つの文化が溶け合い、時に部分的には融合することもある、坩堝そのものである」と述べている。
The marginal man… is one whom fate has condemned to live in two societies and in two, not merely different but antagonistic cultures…. his mind is the crucible in which two different and refractory cultures may be said to melt and, either wholly or in part, fuse.
パークは文明と社会の発展を、進化の過程とみなす進化論的な立場を否定している。彼によれば、文化や文明の違いは、気候や人種といった内的・遺伝的要因の蓄積によってではなく、むしろ異なる人種間の対立や、創造的な民族との接触・交流を通じて生まれる。こうした考え方は、フレデリック・ジョン・テガートの提唱した「文明激変説（英: Civilization Change Theory）」に基づいている。
この概念は、急速な移民、都市化、多文化社会のなかで、アイデンティティの葛藤を抱える個人を理解する枠組みとして提起された。パークのこの概念は1898年からベルリン大学で指導を受けた、ジンメルの影響が大きい。
パークのマージナルマン理論の特徴として、マージナルマンに肯定的性格と否定的性格の両方が与えられている点があげられる。肯定的な性格については、ジンメルの異邦人論で論じているところの、異邦人は集団の一面的な傾向にとらわれないため、客観的で自由でしたたかに物を考えることができる存在である事をあげている。否定的性格については精神的な不安定さ、激しい自己意識、落ち着きの無さ、はけ口のない不安感といった、マージナルマン特有の心理状態をあげている。

## ストーンクイストによる展開
ストーンクイストは1937年に『The Marginal Man: A Study in Personality and Culture Conflict』を発表し、マージナルマンを文化間の緊張に晒された人格的存在として詳細に論じた。とりわけ移民の第二世代や少数民族出身者の自己形成における文化的摩擦と心理的動揺に注目した。
また、マージナルマンは複文化的 ( 英: bi-cultural ) または多文化的 ( 英: multi-cultural ) な状況下において生じるとしている。この複文化的もしくは多文化的状況を、文化的差異が生物学的差異である人種の問題を伴う場合と、文化的差異のみの場合の2つに分類した。前者の事例として複数の民族的ルーツを持つ人をあげ、後者の事例として祖国の文化文明から隔絶され、新しい状況に同化しきれていない移民をあげている。まず、複数の民族的ルーツを持つ人は、人種的偏見と文化的葛藤のため不安定で不確実な性格を有する場合が多い。加えて、常に複数の社会集団から圧力を受けることになる。このため、複数の民族的ルーツを持つ人はこの圧力のために、神経過敏、自己意識、人種意識、劣等感といったマージナルマンに共通する特徴を持つことになる。移民の場合は第2世代がマージナルマンになる傾向があるとしている。特に、子どもが母国文化より先に新文化を受け入れたときと、母国文化と新文化が鋭く対立したときにマージナルマンになる傾向がある。ディアスポラのユダヤ人はこの典型であるとしている。

## 理論の発展：マージナル・カルチャー
1950年代には社会学者のミルトン・M・ゴールドバーグ ( 英: Milton M. Goldberg ) が、パークおよびストーンクイストの概念を発展させ、「マージナル・カルチャー」（英語: Marginal culture）という用語を提唱した。これは個人の葛藤にとどまらず、文化全体が周縁的に位置づけられる現象を指すものであった。
1930年代に文化人類学者のアレクサンダー・ゴールデンワイザーが「マージナル・エリア」という概念を発表している。マージナル・エリアとは二つの文化が重層的に存在し、この地域に住む集団は二つの文化の特徴を身につけている地域を指し、典型的な例としてドイツとフランスの文化が交錯するアルザス＝ロレーヌ地域をあげている。そしてこの地域では重層性があるにも関わらず、単一文化地域と同等の統合性を保持している。マージナル・エリアは完全なカルチャ・エリアの一つの形であり、文化が解体した地域ではないと論じている。
ゴールドバーグはマージナル・エリアに注目し、「マージナル・カルチャー」の概念を提唱した。マージナルマンとなるべき個人でも、4つの条件――(１)生まれた時から、２つの文化の境界で生きること。(２)家族や友人集団などと、２つの文化の境界で生きていることを、多くの個人と共有していること。(３)幼年期、少年期、成人になってからも同じマージナルな人々と集団的な活動ができる環境にあること。(４)個々人のマージナルな地位が、奇態や願望を充足するうえで大きな障害にならない。――のもとで、そこに形成されるマージナル。カルチャーへの完全な参加メンバーになることで、不安定な感情や態度、両面性、過剰な自意識、慢性的な神経の緊張といった特徴のあるマージナルマンにはならないと結論付けている。

## アメリカ・ユダヤ人社会への応用
マージナル・カルチャーという現象は、アメリカに移住したユダヤ人の第二世代・第三世代に典型的に見られる。
1940年代から1950年代にかけて、「マージナルマン理論」および「マージナル・カルチャー」の概念は、アメリカ・ユダヤ人社会の社会学において、包括的な理論（グランド・セオリー）として用いられた。これらの枠組みにより、ユダヤ系移民の文化的葛藤や統合の問題が分析された。

## 批判と再検討
マージナルマン理論は一時的に大きな影響力を持ったが、1941年にゴールドバーグが発表した「A Qualification of the Marginal Man Theory」では、その適用範囲や理論的前提に対して修正が提起された。彼は、ストーンクイストの主張する「ユダヤ人はマージナルマンになりがちである」という主張を否定するとともに、文化葛藤のすべてをマージナルマンの問題に還元することの限界を指摘している。
その後の社会学では、アイデンティティの多様性、マルチエスニシティ ( 英: multiethnicity )、文化的越境 ( 英: cultural border crossing ) などの観点から、マージナルマン理論を超える枠組みが模索されている。